# Kaspar Simonischek
Kaspar Simonischek (* 9. April 1997 in Berlin) ist ein österreichischer Schauspieler.

## Leben
Kaspar Simonischek wurde als Sohn des Schauspielerpaares Peter Simonischek und Brigitte Karner in Berlin geboren, sein Halbbruder ist der Schauspieler Max Simonischek. Sein älterer Bruder Benedikt Simonischek wurde Regisseur.
Er wuchs in Wien auf, wo er die Volksschule und das Gymnasium der Wiener Sängerknaben besuchte. 2006 stand er für den Kinofilm Mozart in China unter der Regie von Bernd Neuburger auf der Insel Hainan vor der Kamera, in dem er die Hauptrolle des Danny Scholl aus Salzburg verkörperte. Seine Eltern spielten darin auch seine Filmeltern.
In New York City studierte er bei Susan Batson ab 2017 Camera-Acting. An der Anton Bruckner Privatuniversität begann er 2019 ein Schauspielstudium, das er 2023 als Bachelor of Arts abschließt. Während des Studiums stand er ab 2021 am Landestheater Linz auf der Bühne, unter anderem als Curio in Was ihr wollt, als Dr. Kurt Pflugfelder in Professor Bernhardi, als Johnny in der österreichischen Erstaufführung von Eine posthumane Geschichte  von Pat To Yan unter der Regie von Sara Ostertag, als Doktor Pappeldorn in Jenny Jannowitz von Michel Decar und in Macbeth als Seyton.
Im Herbst 2022 war er in der vierten Staffel der Sky-Serie Babylon Berlin als Schwergewichtsboxer Kurti „Hammer“ Schulz zu sehen. Bei den Festspielen Reichenau wurde er 2023 in der Nestroy-Posse Einen Jux will er sich machen als August Sonders besetzt. Im November 2023 feierte er am Schauspielhaus Graz in der Nestroy-Posse Der Zerrissene Premiere.

## Filmografie (Auswahl)
- 2008: Mozart in China
- 2022: Babylon Berlin (Fernsehserie, zwei Episoden)

## Hörspiele (Auswahl)
- 2022: Thomas Bernhard: Der Theatermacher – Bearbeitung und Regie: Leonhard Koppelmann – Hörspielbearbeitung – ORF/Ö1 mit Peter Simonischek und Brigitte Karner[14][15]